# Brissidina
Sous-ordre
Les Brissidina sont un  sous-ordre d'oursins irréguliers de l'ordre des Spatangoida.

## Systématique
Le sous-ordre des Brissidina a été créé en 2015 par Bruce Stockley (d), Andrew Benjamin Smith (d), Tim Littlewood (d), Harilaos A. Lessios (d) et Jackie Mackenzie-Dodds (d).

## Liste des genres
Selon World Register of Marine Species (20 mars 2015) :
- famille † Antillasteridae Lambert in Lambert & Thiéry, 1924 †
- famille † Asterostomatidae Pictet, 1857
- famille Brissidae Gray, 1855 -- 13 genres actuels
- famille Palaeotropidae Lambert, 1896 -- 5 genres actuels
- super-famille Spatangidea Fischer, 1966
  - famille Eupatagidae Lambert, 1905 -- 1 genre actuel
  - famille Eurypatagidae Kroh, 2007 -- 5 genres actuels
  - famille Loveniidae Lambert, 1905 -- 5 genres actuels
  - famille Macropneustidae Lambert, 1905 -- 2 genres actuels
  - famille Maretiidae Lambert, 1905 -- 8 genres actuels
  - famille † Megapneustidae Fourtau, 1905
  - famille Spatangidae Gray, 1825 -- 3 genres actuels

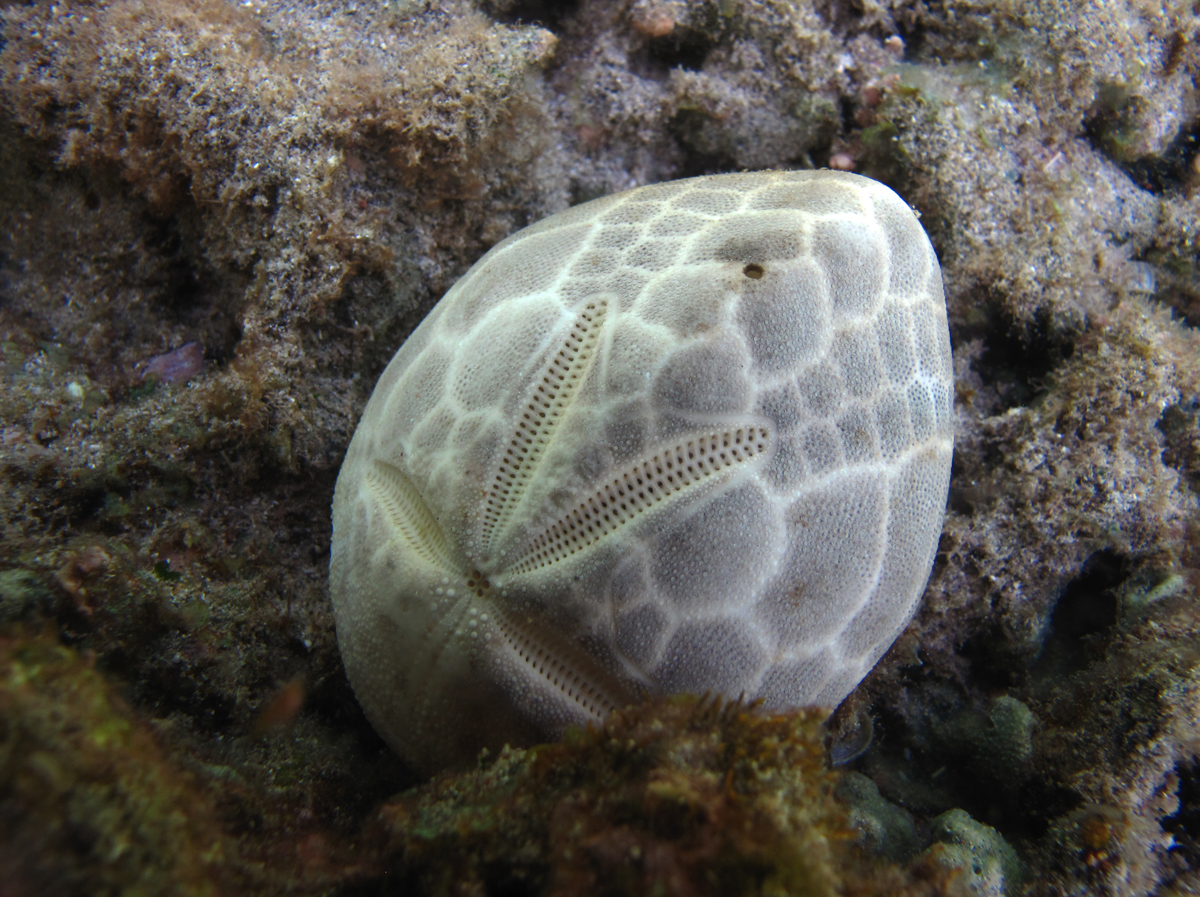
Test prédaté de Brissus latecarinatus (Brissidae).
Eurypatagus grandiporus (Eurypatagidae).
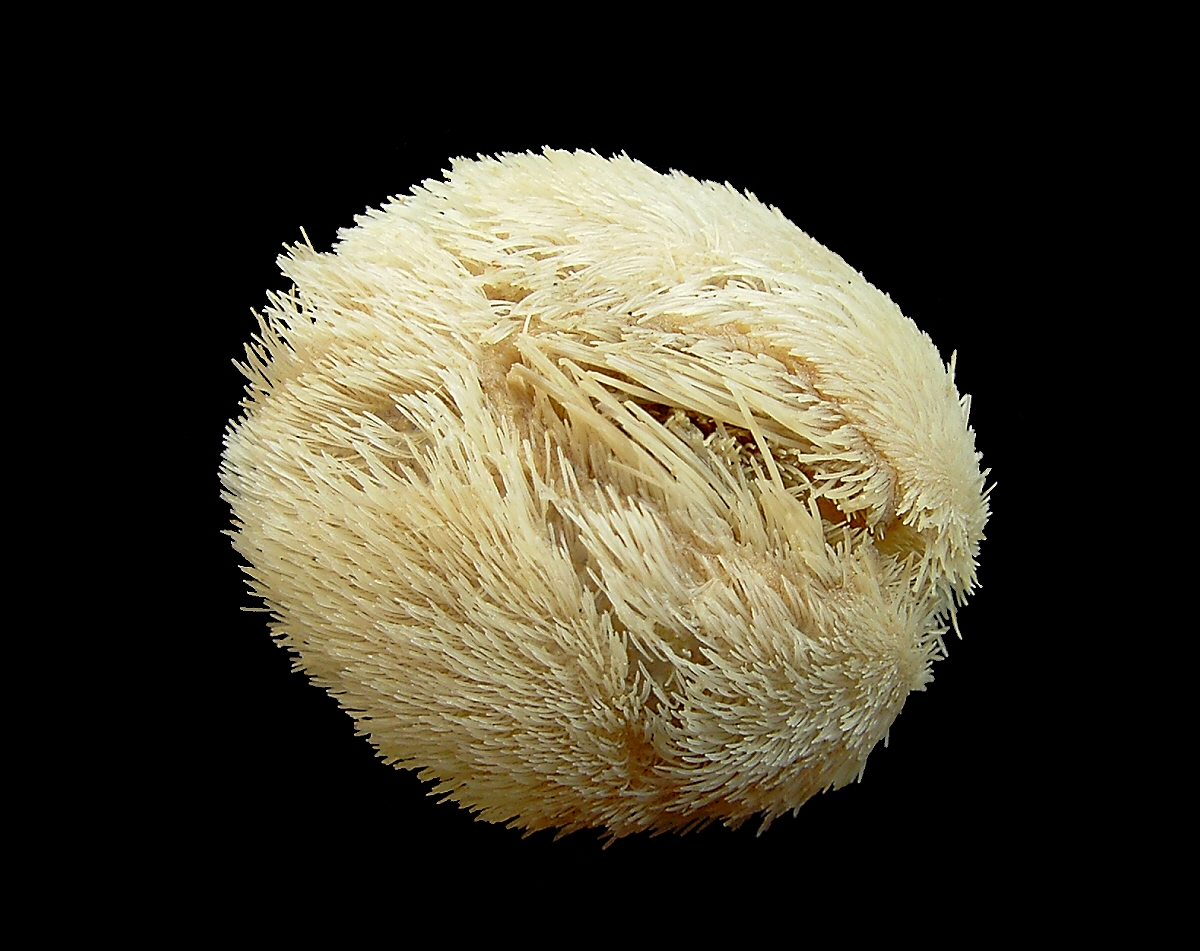
Echinocardium cordatum (Loveniidae).
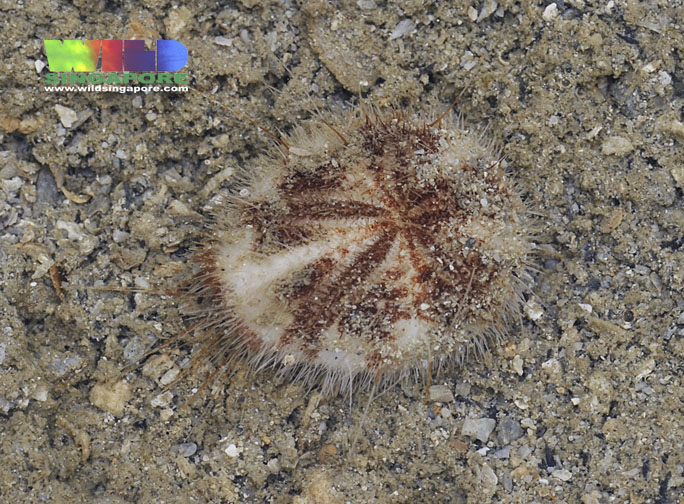
Maretia planulata (Maretiidae).
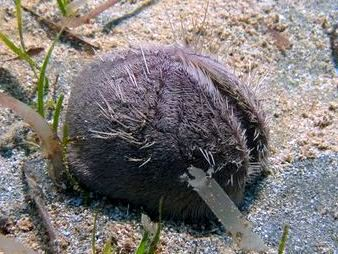
Spatangus purpureus (Spatangidae).

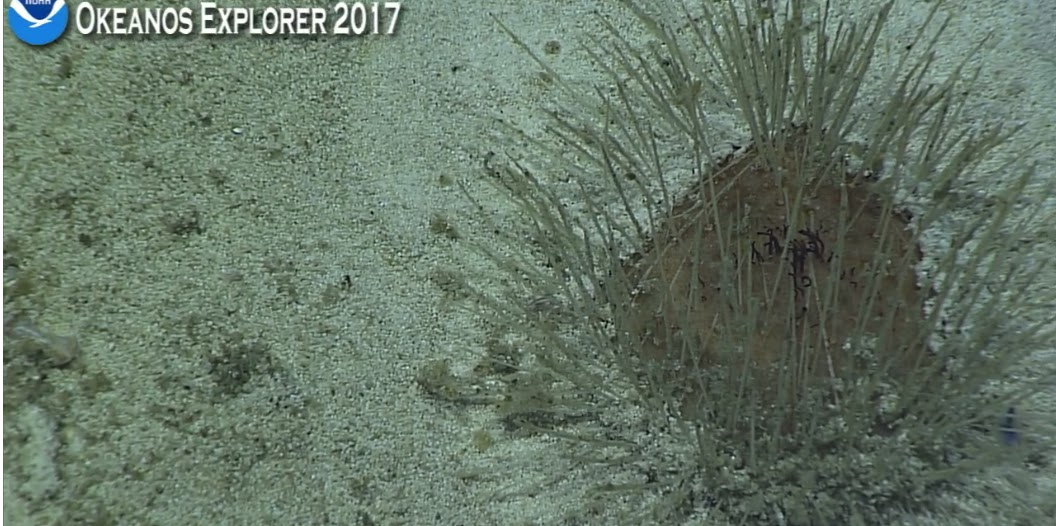
Phrissocystis sp. (Macropneustidae).

## Publication originale
- (en) Bruce Stockley, Andrew B. Smith, Tim Littlewood, Harilaos A. Lessios et Jacqueline A. Mackenzie-Dodds, « Phylogenetic relationships of spatangoid sea urchins (Echinoidea): taxon sampling density and congruence between morphological and molecular estimates », Zoologica Scripta, Wiley-Blackwell, vol. 34, no 5,‎ septembre 2005, p. 447-468 (ISSN 0300-3256 et 1463-6409, DOI 10.1111/J.1463-6409.2005.00201.X).